# Großsteingrab Lille Hareskov/Afd. 126
Das Großsteingrab Lille Hareskov/Afd. 126 ist eine megalithische Grabanlage der jungsteinzeitlichen Nordgruppe der Trichterbecherkultur im Kirchspiel Værløse in der dänischen Kommune Furesø.

## Lage
Das Grab liegt südlich von Værløse im Waldgebiet Lille Hareskov. Nur 120 m südsüdwestlich liegt das Großsteingrab Vandværksvej. In der näheren Umgebung gibt bzw. gab es zahlreiche weitere megalithische Grabanlagen.

## Forschungsgeschichte
Im Jahr 1938 führten Mitarbeiter des Dänischen Nationalmuseums eine Dokumentation der Fundstelle durch.

## Beschreibung
Die Anlage besitzt eine nordwest-südöstlich orientierte rechteckige Hügelschüttung mit einer erhaltenen Länge von 10 m, einer Breite von 5 m und einer Höhe von 0,8 m. Eine steinerne Umfassung ist nicht erkennbar.
Im Nordostteil des Hügels befindet sich eine Grabkammer, die als Urdolmen anzusprechen ist. Sie hat einen rechteckigen Grundriss; zur Orientierung liegen keine Angaben vor. Sie hat eine Länge von 0,9 m und eine Breite von 0,4 m. Die Kammer besteht aus vier Wandsteinen. Der Deckstein fehlt.